# Origem da água na Terra

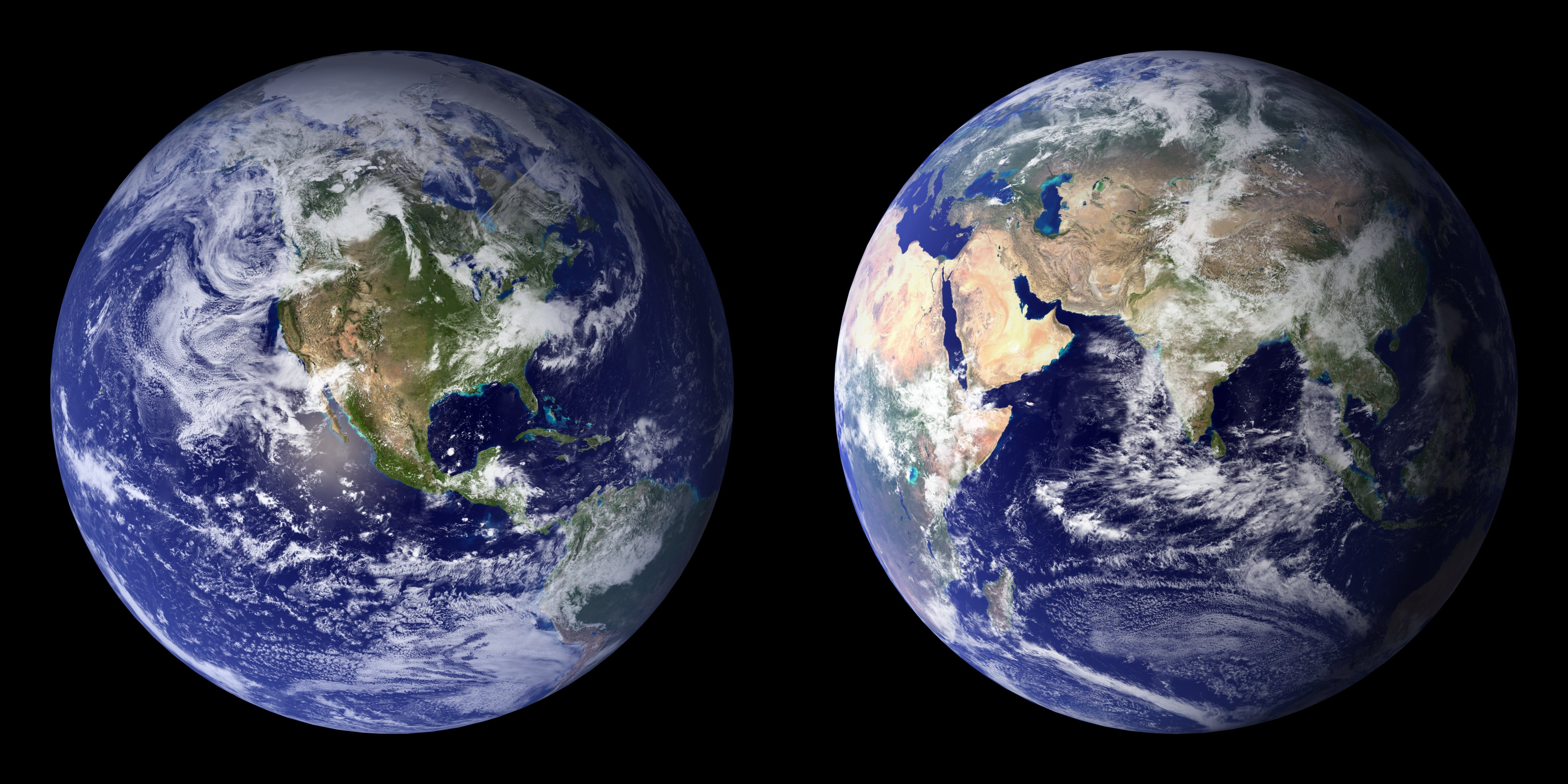
A água cobre cerca de 70,9% da superfície terrestre.

A origem da água na terra é estudada por campos como a planetologia, astronomia e astrobiologia. A Terra é única entre os planetas rochosos pois possui oceanos de água líquida em sua superfície. Água líquida, que é necessária para todas as formas de vida, continua a existir na superfície terrestre pois o planeta está longe o suficiente do Sol (na chamada zona habitável) para que ela não se perca, mas não tão longe para que toda a água se congele.
Achava-se que a água na Terra não tenha se originado na região do disco protoplanetário. Foi hipotetizado que a água e outros materiais voláteis tenham chegado à Terra através de asteroides vindos do sistema solar exterior. Porém, pesquisas recentes indicam que o hidrogênio dentro da Terra exerceu um papel na formação dos oceanos. As duas hipóteses não são mutualmente excludentes. Há evidência que a água chegou à Terra através de planetesimais com composição similar ao de asteroides vindos dos pontos mais distantes do cinturão de asteroides.

## História da água na Terra
Um dos fatores que é importante para estimar quando a água surgiu na Terra é o fato que ela escapa constantemente para o espaço. As moléculas de H2O na atmosfera são quebradas por fotólise, fazendo que, por vezes, as moléculas de hidrogênio resultantes escapem da força gravitacional terrestre. A água era perdida mais facilmente quando a Terra ainda era jovem e menos maciça. É esperado que elementos mais leves, como o hidrogênio e o hélio, escapem da atmosfera continuamente, mas a razão isótopa de gases nobres na atmosfera atual sugere que até mesmo os elementos mais pesados sofreram perdas significativas. O xenônio em particular é útil para o cálculo de perda de água pelo tempo. Ele é um gás nobre (e, portanto, não escapa da atmosfera através de reações químicas com outros elementos), e comparações com seus nove isótopos estáveis na atmosfera atual mostram que a Terra perdeu ao menos um oceano de água durante sua formação, durante os éons hadeano e arqueano.
Qualquer água que tenha surgido antes do arqueano provavelmente foi perdida pelo impacto que formou a Lua (~4.5 bilhões de anos atrás), que foi responsável pela vaporização da crosta e manto superior terrestres, criando assim uma atmosfera feita de vapores de rochas quando o planeta era jovem. O vapor teria condensado em dois mil anos, deixando para trás voláteis quentes que provavelmente resultaram na maior parte do dióxido de carbono da atmosfera, hidrogênio e vapor d'água. Apesar da temperatura da superfície terrestre ser de 230 °C, os oceanos líquidos podem ter se formado por causa da pressão atmosférica do CO2. Com o processo de resfriamento terrestre, o dióxido de carbono escapou da atmosfera através da subdução e dissolução nos oceanos, mas seus níveis oscilaram amplamente por causa da aparição de uma nova superfície e do início dos ciclos da manta.

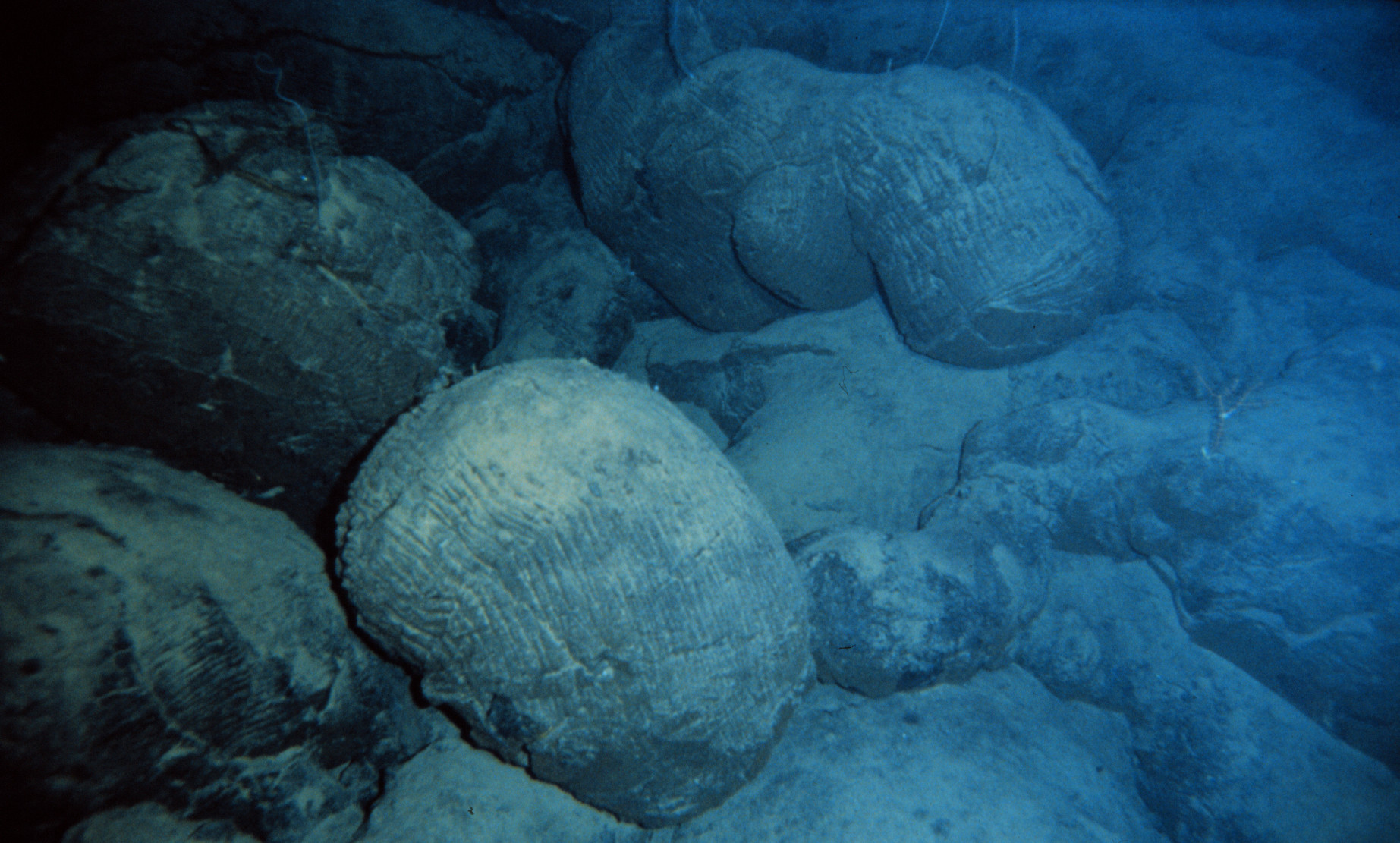
Este basalto em almofada do Havaí se formou quando o magma foi extrudado debaixo da água. Outras formações de basalto em almofada muito mais antigas evidenciam a existência de grandes quantidades de água no começo da história da Terra.

Evidências geológicas ajudam a restringir o tempo em que a água surgiu na Terra. Uma amostra de basalto em almofada retirada do Cinturão de Rochas Verdes de Isua provê evidência que havia água na Terra 3,8 bilhões de anos atrás. No Cinturão de Rochas Verdes Nuvvuagittuq, rochas datadas de 3,8 bilhões de anos em um estudo e 4,28 bilhões de anos em outro provê evidência que existia água em sua data de formação. Se havia oceanos anteriormente, as evidências geológicas ainda estão para ser descobertas, pois as possíveis evidências podem ter sido destruídas por processos como a reciclagem da crosta. Em agosto de 2020, pesquisadores anunciaram que é possível que o volume de água necessário para encher os oceanos pode estar na Terra desde sua formação.
Diferente de rochas, o zircão, mineral que é altamente resistente ao clima e processos geológicos, é usado para entender a formação da Terra primordial. Evidência mineralógica de zircões mostra que água líquida e atmosfera existiam 4,404 ± 0,008 bilhões de anos atrás, muito próximo da formação da Terra. A evidência cria um paradoxo, já que a hipótese da Terra primordial fria sugere que as temperaturas eram frias o suficiente para congelar a água entre 4,4 e 4,0 bilhões de anos atrás. Se realmente houve água durante a formação da Terra, a superfície terrestre seria muito parecida com a atual, ao invés da superfície ser quente e fundida com uma atmosfera cheia de dióxido de carbono. De acordo com a hipótese, a atividade das placas tectônicas aprisionariam grandes quantidades de CO2, processo que reduz o efeito estufa. Assim, a temperatura terrestre seria muito mais fria, capaz de formar rochas sólidas e água líquida.

## Quantidade de água na Terra
Apesar da maior parte da Terra ser composta pelos oceanos, eles representam uma pequena fração de sua massa. É estimado que a massa dos oceanos seja de 1.37 × 1021 kg, que equivale a 0.023% da massa total da Terra, 6.0 × 1024 kg. É estimado que a massa da água de gelo, vapor, rios, lagos, água subterrânea e atmosférica seja de  5.0 × 1020 kg. Uma quantidade significativa de água está armazenada no núcleo, manto e crosta terrestre. Diferente das moléculas de  H2O presentes na superfície, a água presente dentro da Terra está no formato de hidratação mineral, ou como vestígios de hidrogênio ligados a átomos de oxigênio em minerais anidros. Silicatos hidratados na superfície transportam água para o manto através de placas convergentes, onde a crosta oceânica sofre subdução para debaixo da crosta continental. É difícil de estimar a quantidade de água que está dentro do manto devido a falta de amostras, mas é possível armazenar três vezes a massa dos oceanos. Similarmente, a crosta terrestre contém de quatro a cinco vezes a massa dos oceanos em hidrogênio.

## Análise geoquímica da água no Sistema Solar

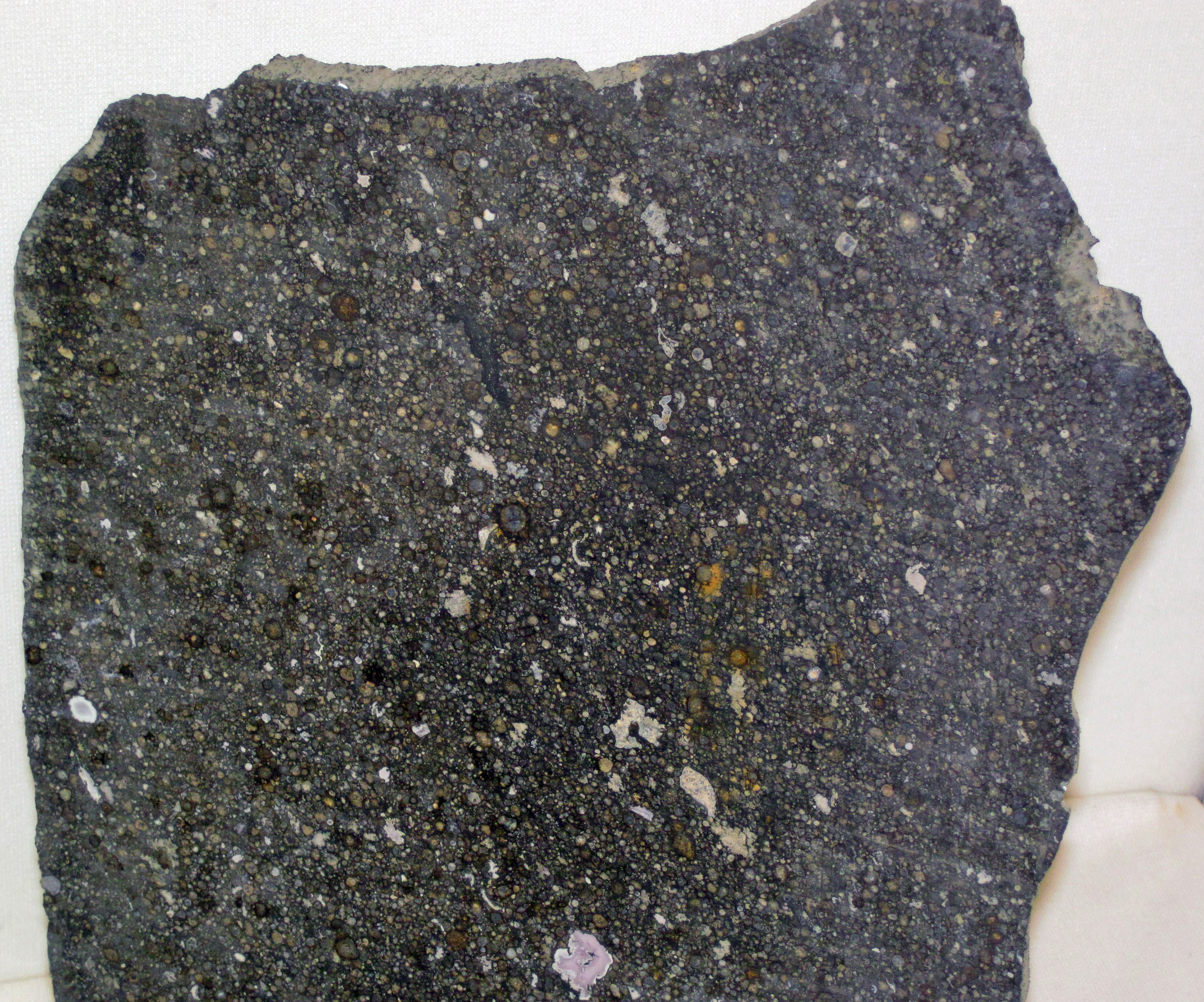
É provável que condritos carbonáceos, como o meteorito Allende (acima), tenham trazido boa parte da água para a Terra. A principal evidência é sua similaridade isotópica com os oceanos.

### Asteróides

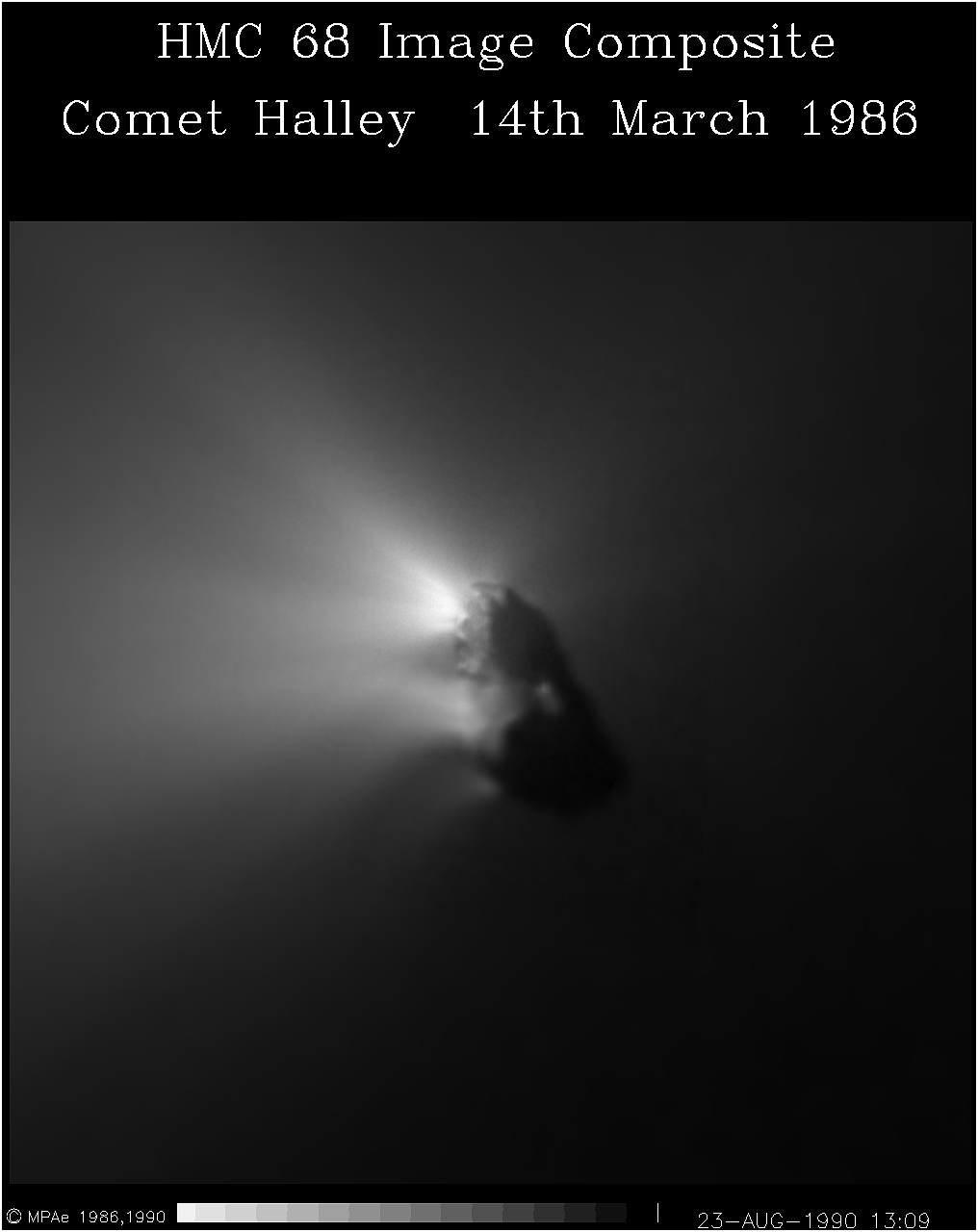
O Cometa Halley, conforme imagens da sonda espacial Giotto da Agência Espacial Europeia, em 1986. A Giotto passou perto do cometa e analizou as razões isótopas do gelo sublimado de sua superfície usando um espectrômetro de massa.

## Hipóteses da origem de água na Terra